# ᴤ
Cette page contient des caractères spéciaux ou non latins. S’ils s’affichent mal (▯, ?, etc.), consultez la page d’aide Unicode.
ᴤ, appelé fricative pharyngale voisée, est une lettre additionnelle de l’écriture latine qui a été utilisée dans l’alphabet phonétique ouralien.
Elle est composée d’une moitié supérieure du symbole coup de glotte ‹ ʔ › attachée à une seconde culbutée.

## Utilisation
Dans l’alphabet phonétique ouralien, ‹ ᴤ › représente une consonne fricative pharyngale voisée, notée [ʕ] avec l’alphabet phonétique international.

## Représentations informatiques
La fricative pharyngale voisée peut être représentée avec les caractères Unicode (extensions phonétiques) suivants :
| formes    | représentations | chaînes de caractères | points de code | descriptions                                        |
| --------- | --------------- | --------------------- | -------------- | --------------------------------------------------- |
| minuscule | ᴤ               | ᴤ                     | U+1D24         | lettre minuscule latine fricative pharyngale voisée |